# Protambulyx carteri
Protambulyx carteri är en fjärilsart som beskrevs av Rothschild och Jordan 1903. Protambulyx carteri ingår i släktet Protambulyx och familjen svärmare. Inga underarter finns listade i Catalogue of Life.